# اچ‌ام‌اس بیور (ال۳۲)
اچ‌ام‌اس بیور (ال۳۲) (به انگلیسی: HMS Belvoir (L32)) یک کشتی بود که طول آن ۸۵٫۳ متر (۲۷۹ فوت ۱۰ اینچ) بود. این کشتی  در سال ۱۹۴۲ ساخته شد.